# Jak se stát tyranem
Jak se stát tyranem (anglicky How to Become a Tyrant) je americký dokumentární seriál od Netflixu, který vypráví americký herec Peter Dinklage. Vychází z knihy The Dictator’s Handbook z roku 2011 od Alastaira Smithe a Bruce Bueno de Mesquita. Seriál má jednu řadu a šest dílů.
Následoval další seriál ve stejném formátu, rovněž namluvený Dinklageem, s názvem Jak se stát vůdcem sekty, který byl uveden 28. července 2023.

## Děj
Vypravěč uvádí, že každý chce absolutní moc k přeměně společnosti podle svých představ a pokračuje ve vysvětlování, jak lze takovou moc získat a udržet. Dokumentární série pokračuje analýzou biografií historických diktátorů a to Adolfa Hitlera, Saddáma Husajna, Idi Amina, Josifa Stalina, Muammara Kaddáfího a Rodiny Kimů (Kim Ir-sen, Kim Čong-il, Kim Čong-un).

## Obsazení
- Peter Dinklage – vyprávěč
- Waller Newell – komentátor[2]

## Seznam dílů
| Č. v seriálu | Č. v řadě | Původní název        | Český název               | Představující diktátor (celým jménem)  | Délka dílu | Premiéra na Netflixu |
| ------------ | --------- | -------------------- | ------------------------- | -------------------------------------- | ---------- | -------------------- |
| 1            | 1         | Seize Power          | Chopte se moci            | Adolf Hitler                           | 30 minut   | 9. července 2021     |
| 2            | 2         | Crush Your Rivals    | Zničte nepřátele          | Saddám Husajn Abd al-Madžíd al-Tikrítí | 27 minut   | 9. července 2021     |
| 3            | 3         | Reign Through Terror | Rozpoutejte teror         | Idi Amin                               | 27 minut   | 9. července 2021     |
| 4            | 4         | Control the Truth    | Přivlastněte si pravdu    | Josif Vissarionovič Stalin             | 26 minut   | 9. července 2021     |
| 5            | 5         | Create a New Society | Vytvořte novou společnost | Muammar Kaddáfí                        | 25 minut   | 9. července 2021     |
| 6            | 6         | Rule Forever         | Vládněte navždy           | Kim Ir-sen Kim Čong-il Kim Čong-un     | 29 minut   | 9. července 2021     |

## Produkce
Sérii produkovali David Ginsberg, Jake Laufer, Jonas Bell Pasht, Peter Dinklage a Jonah Bekhor. Série byla vydána na Netflixu 9. července 2021. Britská rada pro klasifikaci filmů vydala pro sérii certifikát „15“.

## Kritika
Série sklidila kritiku, zejména od Jima Shannona, že většinou ignorovala Mao Ce-tunga.